# Svartfötterna

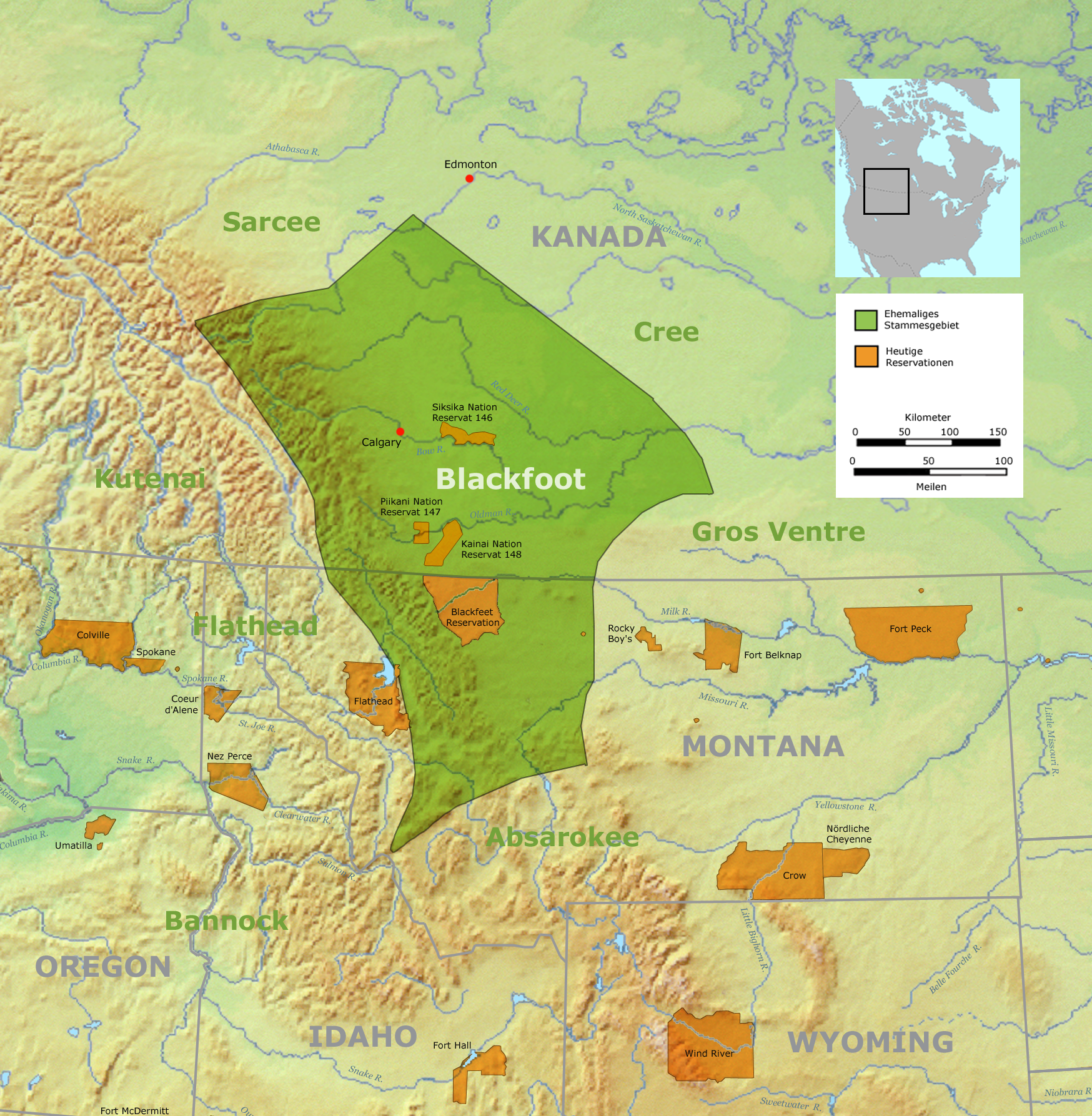
Karta över svartfotfolkets traditionella bosättningsområden (grönt). Orange visar dagens reservat för svartfötterna och andra.

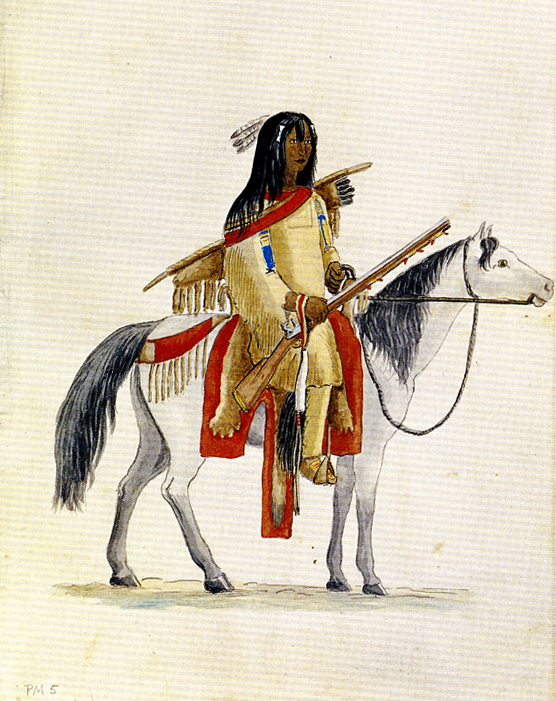
Beriden svartfot 1833/34. Akvarell av Maximilian zu Wied-Neuwied.

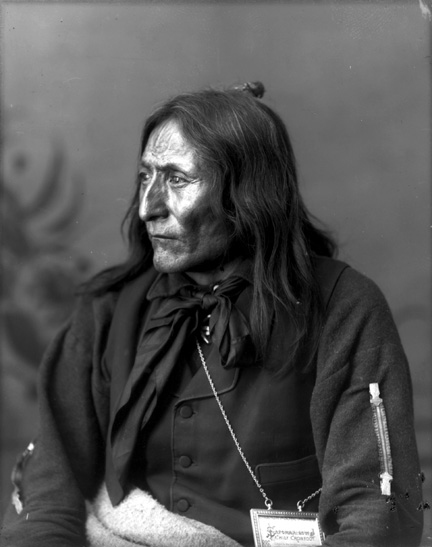
Crowfoot, svartfötternas hövding.

Svartfötterna, eg. siksikauwa ("folk med svarta fötter") är en konfederation av tre, sinsemellan närbesläktade, algonkinspråkiga urfolkstammar, siksika (de egentliga svartfötterna), kainah ("många hövdingar") och pikani ("klädda i trasor"). De sistnämnda kallas också ofta "piegan" eller "peigan".

## Ursprung
Svartfötterna är sannolikt de tidigaste präriefolken, det vill säga de första som bildade permanenta stamterritorier, med väldefinierade gränser, på prärien. Deras egna muntliga traditioner överensstämmer med de flesta historikers och lingvisters uppfattning att de bosatte sig på prärien långt innan de förvärvade hästen, under det de själva kallar "hundtiden". Utflyttningen på prärien kan ha skett så tidigt som på 1400-talet. Svartfötternas språk, siksika, avviker så kraftigt från de övriga algonkinspråken att det förutsätter århundraden av oavbruten separation.

## Bosättningsområde
Svartfötterna bodde ursprungligen i området kring de Stora sjöarna, men flyttade tidigt västerut, förmodligen under påtryckningar från mäktigare fiender. Under 1700-talets första decennier kom de i kontakt med hästen för första gången då de anfölls av beridna shoshonekrigare. När de själva fick hästar blev de ypperliga ryttare, och beväpnade med gevär som de införskaffat via brittiska handelsmän i Hudson Bay-kompaniet pressade de tillbaka sina fiender och blev snabbt den starkaste militära faktorn på den norra prärien. I början av 1800-talet höll de land ända ner till Missourifloden i ett järngrepp. Svartfötterna befann sig i ett i stort sett ständigt krigstillstånd med de flesta av sina grannar, till exempel kråkfolket i söder, creerna i öster, siouxerna i sydost, samt platåstammarna i sydväst.

## Konflikter med amerikanerna
Svartfötternas antal decimerades kraftigt efter flera smittkoppsepidemier under 1800-talet, varför de aldrig blev ett större militärt hot mot den vita expansionen. Däremot var de under 1800-talets första årtionden mycket aggressiva mot amerikanska pälsjägare, som de överföll och dödade varhelst de påträffades inom deras område. Denna fientliga hållning emot amerikaner sades ha sin upprinnelse under Lewis och Clarks kartläggningsexpedition 1805, då en svartfot dödades av expeditionens medlemmar då han försökte stjäla en häst, men berodde förmodligen på att svartfötterna försökte hindra sina längre bort boende fiender att få direktkontakt med amerikanska handelsmän och därmed beröva svartfötterna deras ställning som mellanhänder i handeln. Det dröjde ända till 1840-talet innan relationerna mellan svartfötter och trappers stabiliserades.
Crowfoot (1830–1890) var en av svartfötternas mer kända hövdingar. Han deltog under sin krigaraktiva ålder i 19 slag och sårades flera gånger. Men på äldre dagar tenderade han att hålla sitt folk utanför konflikter och strider. På 1870-talet försökte Sitting Bull få med Crowfoot och hans krigare i kampen mot amerikanska armén. När amerikanerna besegrats skulle siouxer och svartfötter fortsätta kampen i Kanada och utrota de vita. Crowfoot vägrade dock. Relationerna mellan ursprungsbefolkningen och inflyttade i Kanada var betydligt fredligare än söder om gränsen – mycket tack vare den respektfulla och ärliga inställning som den kanadensiska ridande polisen visade urbefolkningen där. De båda hövdingarna blev dock goda vänner och Sitting Bull gav en av sina söner namnet Crowfoot, för att hedra svartfotshövdingen.
Under 1880-talet, efter att bufflarna blivit alltmer sällsynta på den norra prärien, tvingades svartfötterna att slå sig ner på reservat i Alberta och Montana.

## Bildgalleri

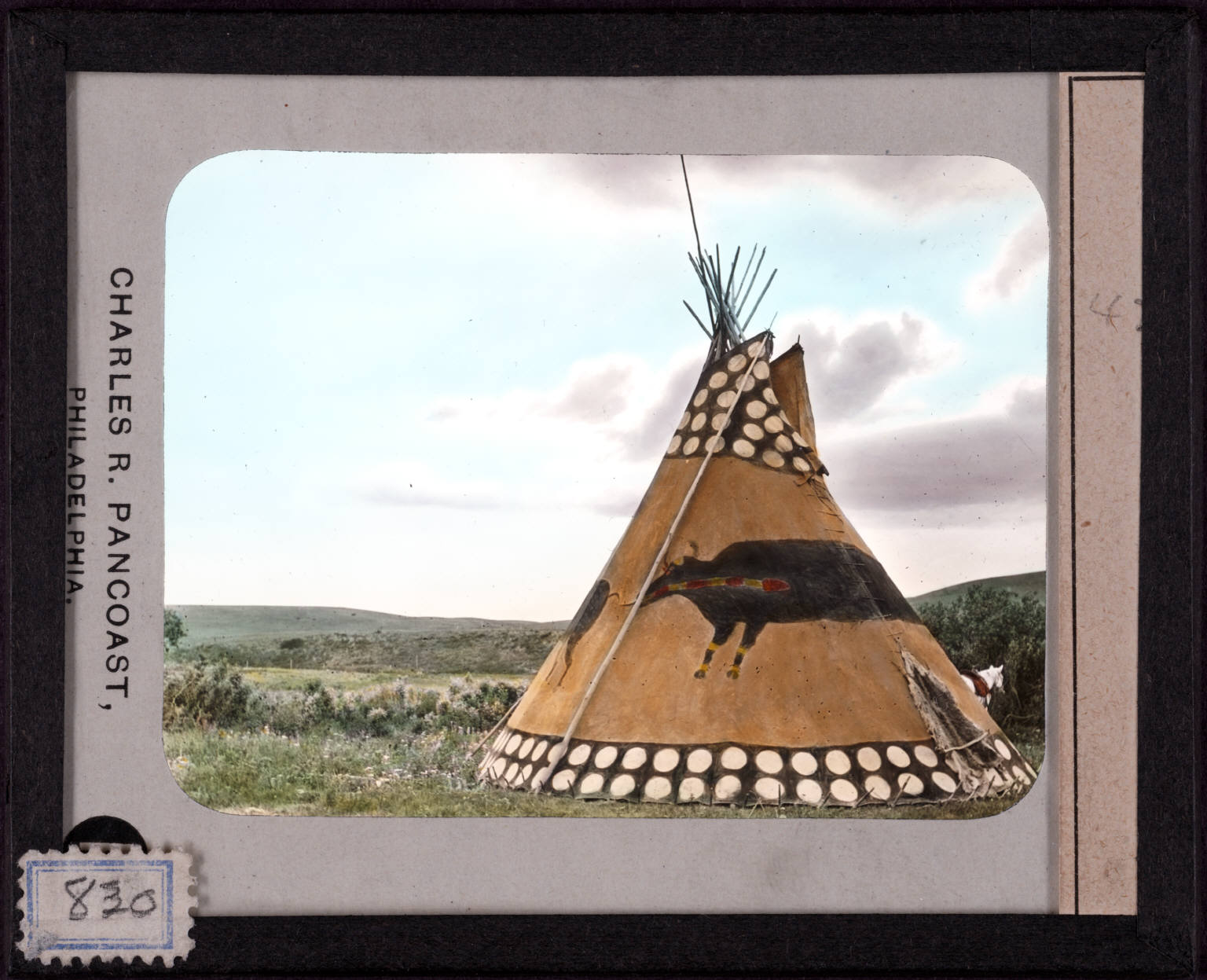
Siksika-tipi.
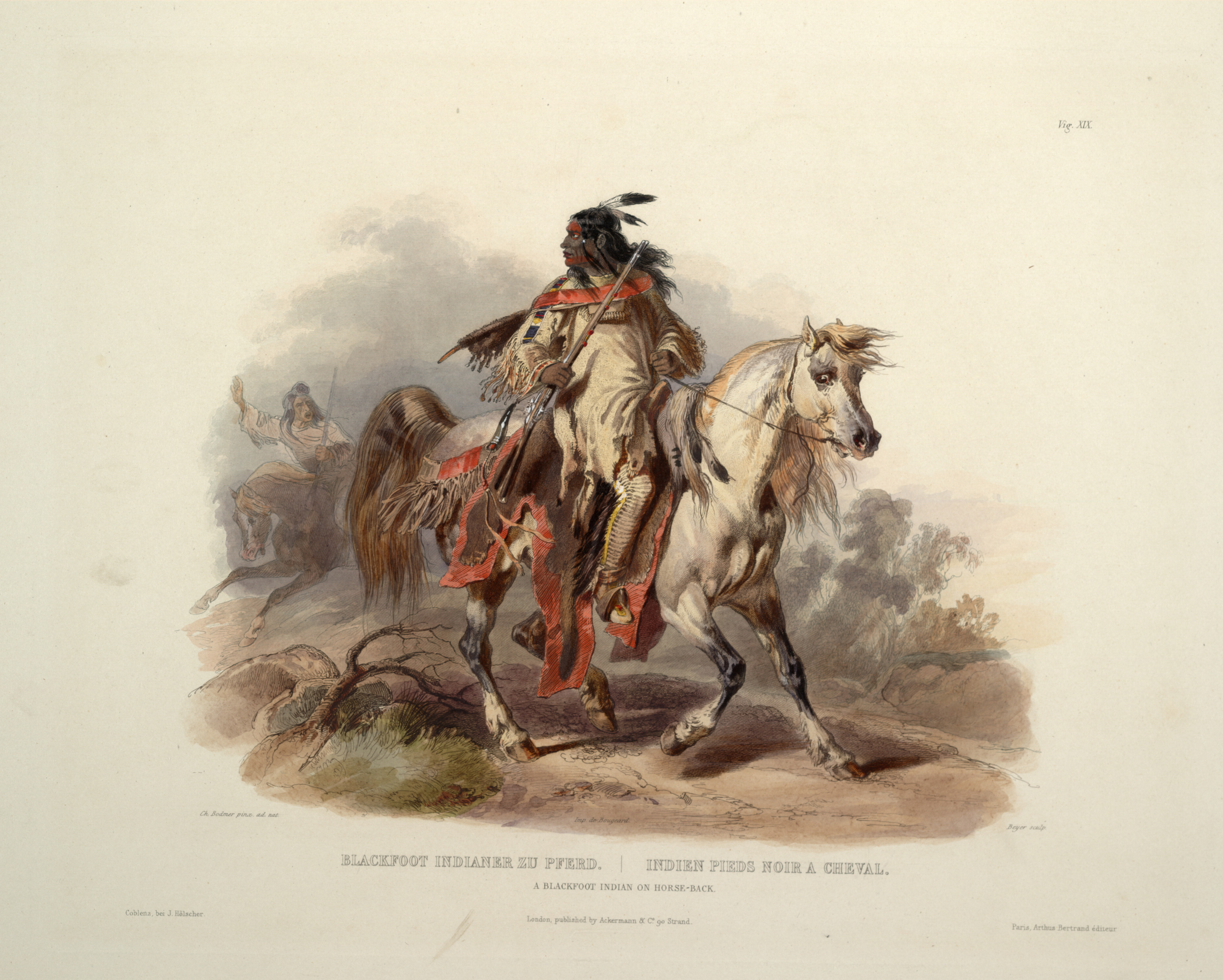
En svartfot till häst. Målning av Karl Bodmer 1840–1843.
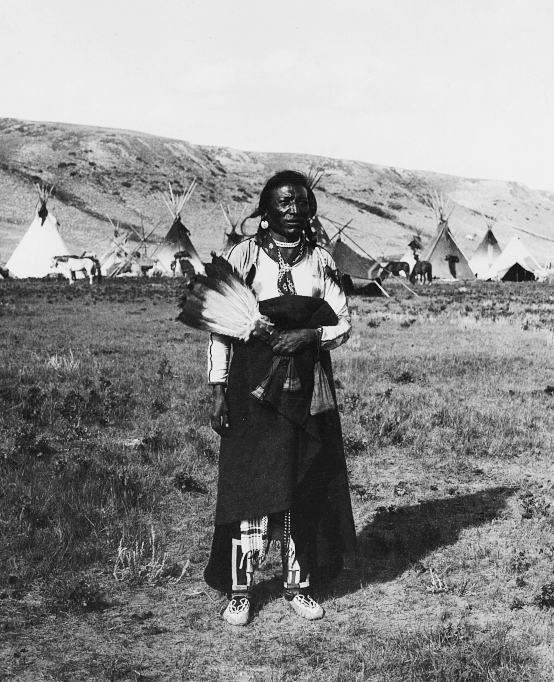
Winnipeg Jack, indianspejare och tolk för Kanadas ridande polis 1890.